# Guldbaggegalan 2011
Guldbaggegalan 2011 hölls på Cirkus i Stockholm den 24 januari 2011 och direktsändes samtidigt i SVT. Guldbaggar delades ut för prestationer inom svensk film 2010. Dessutom delades priserna Gullspira (för insatser inom barnfilm) och Biopublikens pris ut. Petra Mede var konferencier för galan. 

## Juryn
På Svenska Filminstitutets hemsida kan man läsa om reglerna för Guldbaggen, där finns också information om Guldbaggens olika jurygrupper för nominering och val av vinnare.

## Vinnare och nominerade
Följande filmer blev flerfaldigt nominerade:
- 9 nomineringar: Svinalängorna
- 4 nomineringar: I rymden finns inga känslor, Snabba Cash
- 3 nomineringar: Sebbe, Till det som är vackert
- 2 nomineringar: Himlen är oskyldigt blå

Vinnare presenteras överst i fetstil.
| Bästa film - Sebbe – Rebecka Lafrenz och Mimmi Spång - Svinalängorna – Helena Danilesson och Ralf Karlsson - I rymden finns inga känslor – Bonnie Skoog Feeney och Jonathan Sjöberg | Bästa regi - Pernilla August – Svinalängorna - Lisa Langseth – Till det som är vackert - Babak Najafi – Sebbe                           |
| Bästa kvinnliga huvudroll - Alicia Vikander – Till det som är vackert - Pernilla August – Miss Kicki - Noomi Rapace – Svinalängorna | Bästa manliga huvudroll - Joel Kinnaman – Snabba Cash - Sebastian Hiort af Ornäs – Sebbe - Bill Skarsgård – I rymden finns inga känslor |
| Bästa kvinnliga biroll - Outi Mäenpää – Svinalängorna - Tehilla Blad – Svinalängorna - Cecilia Forss – I rymden finns inga känslor | Bästa manliga biroll - Peter Dalle – Himlen är oskyldigt blå - David Dencik – Cornelis - Ville Virtanen – Svinalängorna                 |
| Bästa manuskript - Lisa Langseth – Till det som är vackert - Andreas Öhman och Jonathan Sjöberg – I rymden finns inga känslor - Pernilla August och Lolita Ray – Svinalängorna | Bästa foto - Aril Wretblad – Snabba Cash - Göran Hallberg – Himlen är oskyldigt blå - Erik Molberg Hansen – Svinalängorna               |
| Bästa dokumentärfilm - Ångrarna – Marcus Lindeen - Så nära – Emelie Wallgren och Ina Holmqvist - Familia – Mikael Wiström och Alberto Herskovits | Bästa kortfilm - Tussilago – Jonas Odell - Tord och Tord – Niki Lindroth von Bahr - Inte panik – Elisabeth Marjanović Cronvall          |
| Bästa utländska film - Miraklet i Lourdes – Jessica Hausner - Social Network – David Fincher - Fish Tank – Andrea Arnold | Hedersguldbaggen - Mona Malm, skådespelare                                                                                              |
| Gullspira - Lisbet Gabrielsson, filmproducent | Biopublikens pris - Änglagård – tredje gången gillt - Farsan - Snabba Cash                                                              |
| Guldbaggen för särskilda insatser - Åsa Mossberg, filmklippare för sin insats i Svinalängorna - Jeanette Klintberg, rollsättare för sin insats i Snabba Cash - Kompositören Magnus Börjeson samt regissörerna Johannes Stjärne Nilsson och Ola Simonsson, för sina insatser i Sound of Noise | |